# 샤켄성

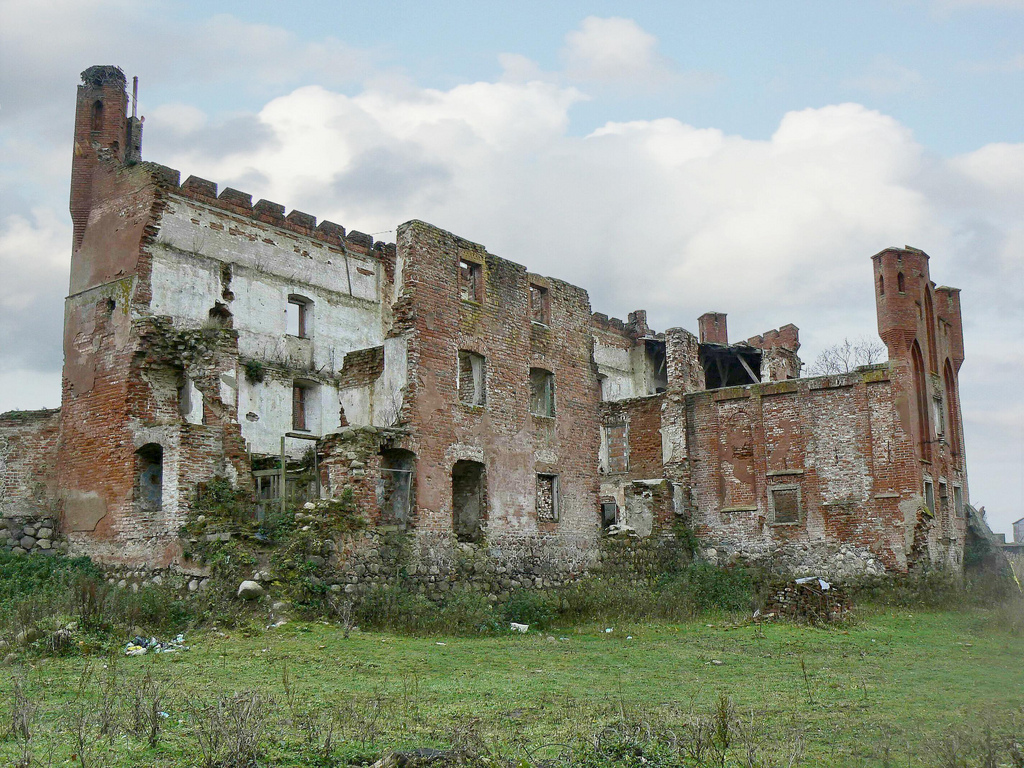

샤켄성(러시아어: Замок Шаакен, 독일어: Burg Schaaken)은 러시아 칼리닌그라드에 소재한 폐성이다. 독일기사단이 세웠다.
이 지역에 요새가 축성되었다는 이야기는 독일기사단 연대기의 1258년 기사에 처음 발견된다. 기사단은 1270년경에 처음 성을 세웠는데, 프로이센 원주민(프루센인)들의 고대 요새 쇼켄(Shoken; "초지"라는 뜻)을 기반으로 했다. 1525년 독일기사단국이 세속화되면서 샤켄성은 공작좌부 소재지가 되었다. 1606년 화재로 전소되었다가 부분 재건되었다.
7년 전쟁 당시 알렉산드르 수보로프가 이 성에 주둔했다. 19세기에 아성을 고딕 양식으로 재건축하고 지붕과 탑을 새로 올리는 등 개수가 이루어졌다.
제2차 세계대전 당시 성과 그 주변 600 헥타르 대지는 농장으로 사용되고 있었는데, 1945년 1월 붉은 군대에게 점령당하고 콜호스로 개조되었다. 1975년 이후로 폐허가 되었다.